# Holcha Krake
 (septembre 2021).
La mise en forme du texte ne suit pas les recommandations de Wikipédia : il faut le « wikifier ».
Les points d'amélioration suivants sont les cas les plus fréquents :
- Les titres sont pré-formatés par le logiciel. Ils ne sont ni en capitales, ni en gras.
- Le texte ne doit pas être écrit en capitales (les noms de famille non plus), ni en gras, ni en italique, ni en « petit »…
- Le gras n'est utilisé que pour surligner le titre de l'article dans l'introduction, une seule fois.
- L'italique est rarement utilisé : mots en langue étrangère, titres d'œuvres, noms de bateaux, etc.
- Les citations ne sont pas en italique mais en corps de texte normal. Elles sont entourées par des guillemets français : « et ».
- Les listes à puces sont à éviter, des paragraphes rédigés étant largement préférés. Les tableaux sont à réserver à la présentation de données structurées (résultats, etc.).
- Les appels de note de bas de page (petits chiffres en exposant, introduits par l'outil «  Source ») sont à placer entre la fin de phrase et le point final[comme ça].
- Les liens internes (vers d'autres articles de Wikipédia) sont à choisir avec parcimonie. Créez des liens vers des articles approfondissant le sujet. Les termes génériques sans rapport avec le sujet sont à éviter, ainsi que les répétitions de liens vers un même terme.
- Les liens externes sont à placer uniquement dans une section « Liens externes », à la fin de l'article. Ces liens sont à choisir avec parcimonie suivant les règles définies. Si un lien sert de source à l'article, son insertion dans le texte est à faire par les notes de bas de page.
- La présentation des références doit suivre les conventions bibliographiques. Il est recommandé d'utiliser les modèles {{Ouvrage}}, {{Chapitre}}, {{Article}}, {{Lien web}} et/ou {{Bibliographie}}. Le mode d'édition visuel peut mettre en forme automatiquement les références.
- Insérer une infobox (cadre d'informations à droite) n'est pas obligatoire pour parachever la mise en page.

Pour une aide détaillée, merci de consulter Aide:Wikification.
Si vous pensez que ces points ont été résolus, vous pouvez retirer ce bandeau et améliorer la mise en forme d'un autre article.
Holcha Krake (1885-1944) est une artiste textile d'origine danoise, épouse de l'artiste de la Renaissance de Harlem William H. Johnson.

## Biographie
Holcha Krake est née le 6 avril 1885 à Karlby Sogn, au Danemark. Elle a étudié le design textile en Suède, en Norvège et au Danemark. En 1929, elle rencontre l'artiste William H. Johnson (1901-1970) alors qu'ils sont tous deux en France. Ils se sont mariés au Danemark en 1930 et ont résidé en Norvège pendant un certain temps avant de s'installer à New York en 1938. Johnson a souvent utilisé Krake comme modèle,.
Krake est décédée d'un cancer du sein à New York le 13 janvier 1944,,. Son œuvre fait partie de la collection du Smithsonian American Art Museum . En 2019, le Florence County Museum de Florence, en Caroline du Sud, a organisé une exposition de l'œuvre du couple intitulée Willie and Holcha .

## Galerie

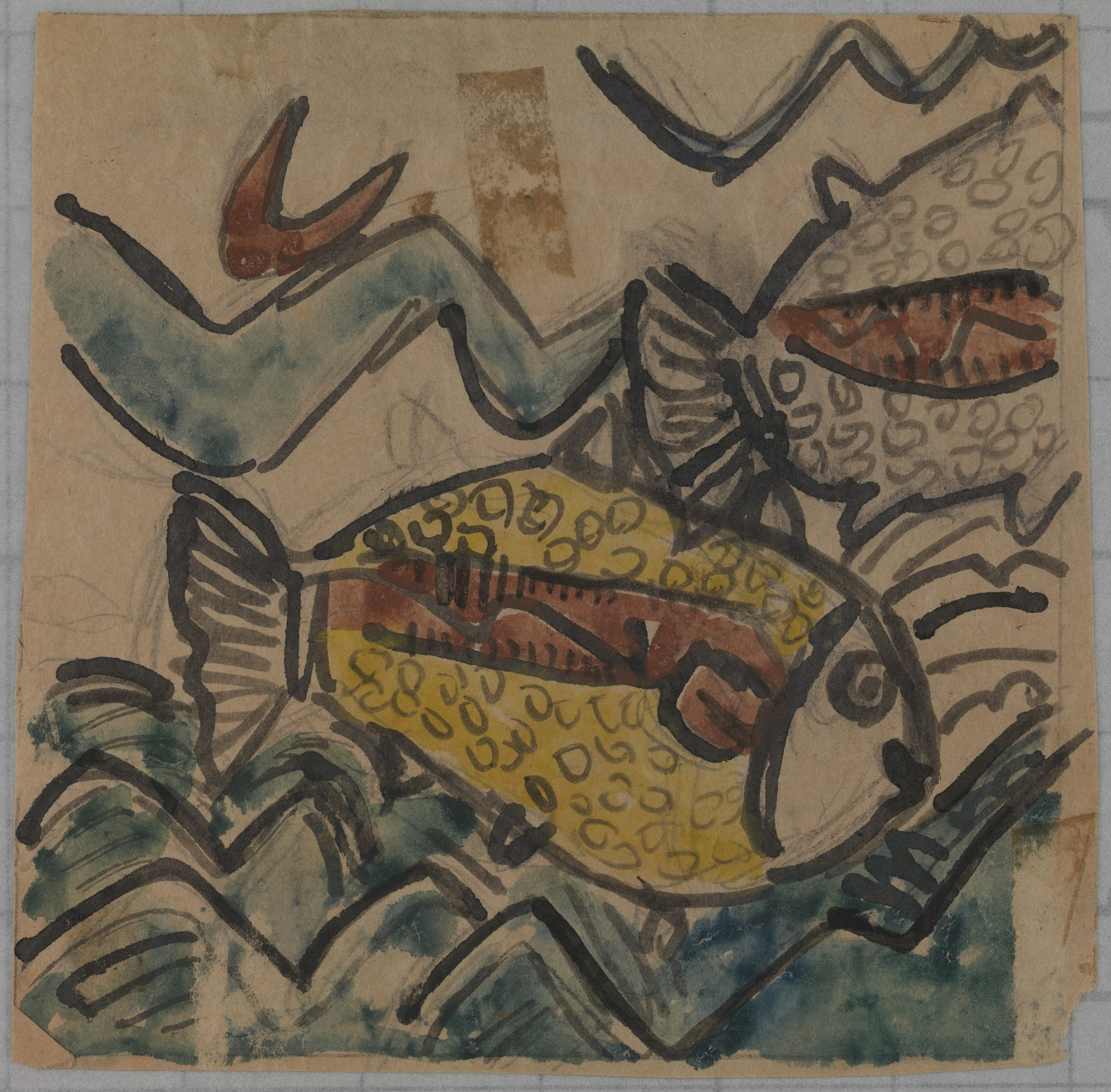
Motif de poisson pour une assiette en céramique par Holcha Krake
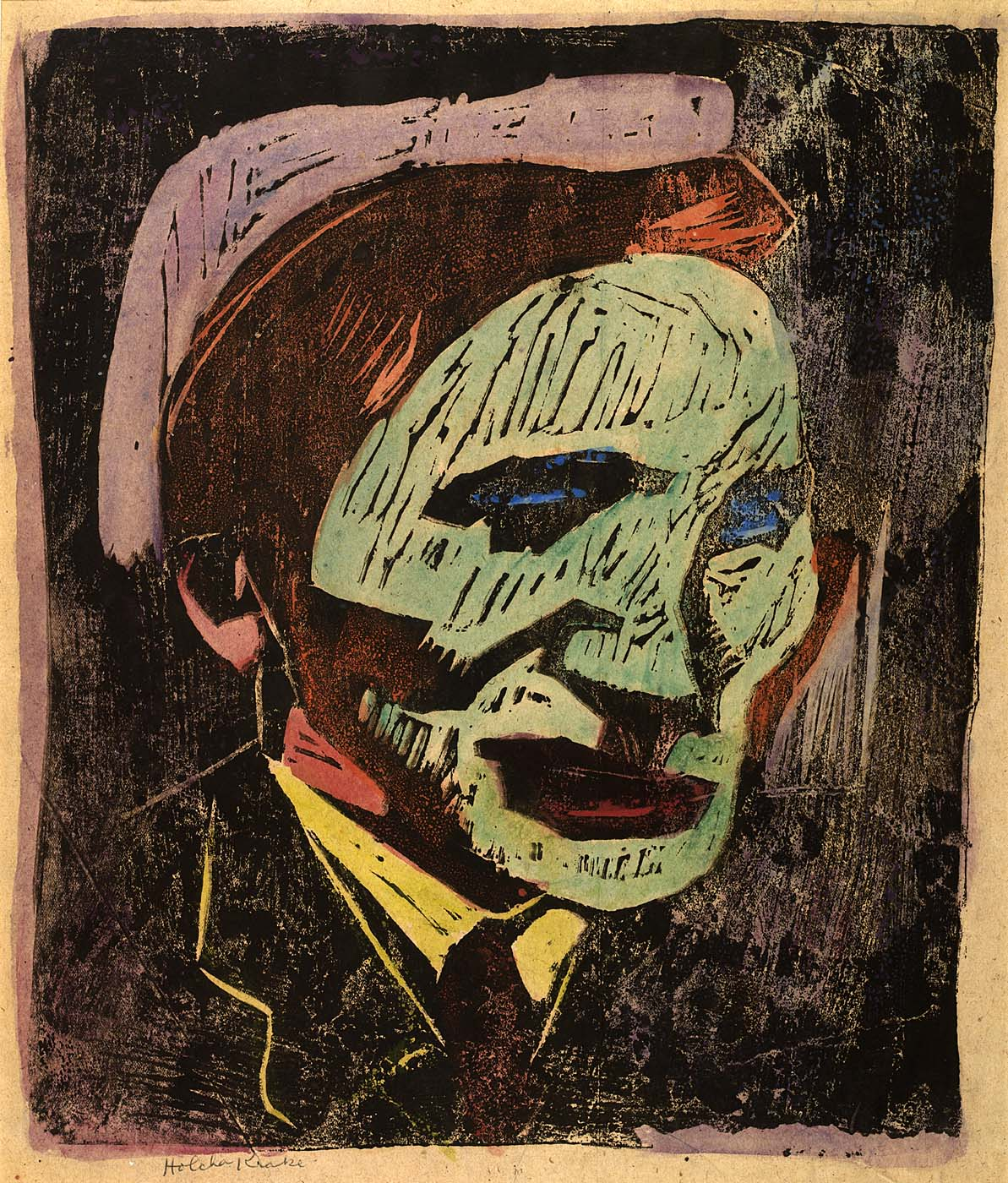
Holcha Krake, par William H. Johnson, gravure sur papier colorée à la main